# Pan (novela)
Pan es una novela de 1894 escrita por el autor noruego Knut Hamsun. Escrita mientras vivía en París y en Kristiansand, Noruega, Hamsun se vio influido directamente por las obras de Fiódor Dostoyevski. Sigue siendo una de sus obras más famosas.

## Descripción
Es una las primeras novelas que escribió en su juventud. En esta obra se exalta a la naturaleza, a los animales (el perro Esopo es coprotagonista) y al amor humano. Es considerada una de las grandes obras del escritor noruego, al que se le concedió el Premio Nobel de Literatura en 1920.

## Sinopsis
El teniente Thomas Glahn, un cazador y antiguo soldado, vive a solas en una cabaña en el bosque, con su leal perro Esopo durante un verano en Nordland. En un día de caza, conoce a Edvarda, la hija de un comerciante del pueblo de Sirilund. Ambos se sienten fuertemente atraídos el uno por el otro, pero ninguno de ellos comprende el amor del otro. Sobrecogido por la sociedad de la gente donde vive Edvarda, Glahn tiene una serie de tragedias antes de marcharse para siempre. Edvarda termina casada con un barón ya que no ve seria su relación con el teniente. 

## Simbolismo
Las cambiantes estaciones se reflejan en la trama: Edvarda y Glahn se enamoran en la primavera; hacen el amor en el verano; y su relación termina en otoño.
Los símbolos contradictorios de la cultura y la naturaleza son importantes en la novela: Glahn pertenece a la Naturaleza, mientras que Edvarda pertenece a la cultura.
Gran parte de lo que ocurre entre Glahn y Edvarda se ve anticipado cuando Glahn sueña con dos amantes. Las conversaciones de los dos amantes también anticipan el futuro.

## Epílogo
La muerte de Glahn. Un documento de 1861 se narra desde la perspectiva de otra persona. En la narrativa principal del libro, que se narra en primera persona por Glahn, se ve a sí mismo como extraño y poco atractivo. El epílogo muestra que no era así, en lugar desde el punto de vista de una persona externa Glahn es hermoso, con talento y deseado. Glahn ha dejado Nordland y se traslada a la India para estar solo en el bosque y para cazar, pero se suicida debido a su amor perdido, y cuando no puede soportarlo más provoca que el narrador del epílogo le pegue un tiro.

## Adaptaciones al cine
La novela ha sido adaptada al cine cuatro veces. El primero fue una película muda dirigida por Harald Schwenzen en 1922.  En 1937, una versión alemana se produjo con el apoyo del ministro de propaganda nazi Joseph Goebbels, quien consideraba a Hamsun uno de sus autores favoritos. Goebbels intentó inicialmente contratar a Greta Garbo para esta película, pero no tuvo éxito, y no le gustó la película terminada, quien se convirtió en el primer film extranjero que se lanzó en Noruega con su banda sonora doblada al noruego. La siguiente versión, una producción en color por el estudio sueco Sandrews, fue dirigida por Bjarne Henning-Jensen y lanzada en 1962 bajo el título Kort är sommaren (Verano en corto).  Una versión danesa/noruega/alemana, dirigida por el director danés Henning Carlsen, fue lanzada en 1995. El libro es también la base de la película canadiense del año 1997, realizada por Guy Maddin Twilight of the Ice Nymphs.